# Foto-Kouamékro
Foto-Kouamékro  est une localité du centre de la Côte d'Ivoire, et appartenant au département de Sakassou, Région de la Vallée du Bandama. La localité de Foto-Kouamékro est un chef-lieu de commune.